# Лінія поколінь B.1.617
Лінія поколінь B.1.617 — варіант вірусу SARS-CoV-2, що викликає COVID-19. Вперше виявлений в Індії. Характерними мутаціями є L452R, P681R і E484Q. Містить в собі кілька вкладених ліній (включаючи B.1.617.1 (Kappa), B.1.617.2 (Delta) і B.1.617.3), які злегка розрізняються між собою за характерними мутаціями.
Через занепокоєність вчених з приводу двох мутацій L452R і E484Q варіант B.1.617 стали називати «подвійним мутантом», проте подібна назва вводить в оману, оскільки мутацій насправді більше . Мутація E484Q присутня у ліній B.1.617.1 і B.1.617.3, але відсутня у B.1.617.2. Лабораторні дослідження показали, що мутація E484Q знижує здатність антитіл, що з'явилися в результаті природної інфекції, нейтралізувати вірус. Мутація L452R присутня також у іншого варіанту, що представляє інтерес, — B.1.427 / B.1.429 — асоційованого з підвищеною трансмісивністтю. Мутація P681R також зустрічається у деяких інших варіантів.
Лінії B.1.617.1 і B.1.617.2 (Delta) вперше були виявлені в Індії в грудні 2020 року, а їх поширеність збіглася з різким зростанням захворюваності в країні. Лінія B.1.617.3 була вперше виявлена в Індії в жовтні 2020 року. Згідно з попереднім моделювання ВООЗ підвищена швидкість поширення B.1.617 в Індії в порівнянні з іншими варіантами вірусу може бути пов'язана з його підвищеною трансмісивністтю, але є й інші паралельно варіанти, що демонструють підвищену трансмісивність.